# Гусейнов, Гусейн Али Гюльбала оглы
Гусейн Али Гюльбала оглы Гусейнов (2 сентября 1930, Баку, Азербайджанская ССР — 23 декабря 1987, Баку, Азербайджанская ССР) — советский художник, член союза художников СССР, доцент, основатель и зав. кафедрой рисования и методики его преподавания Азербайджанского педагогического института, автор первых учебников по рисованию на азербайджанском языке для начальных классов в Азербайджане.
Один из основоположников монументального искусствa в Азербайджане. Был первым председателем секции монументального искусства.
Учился в Баку в Азербайджанском государственном художественном училище имени Азима Азимзаде, затем в Ленинградском высшем художественно-промышленном училище имени В. И. Мухиной
Был представлен на Государственную премию АзССР и на звание Заслуженного художника СССР.
Награждён Почетной Грамотой Верховного Совета АзССР. Был первым председателем секции декоративно-прикладного искусства Союза Художников АзССР.
Свояк кавалера Ордена Красной Звезды и Ордена Отечественной войны II степени — Рзаева Зейнала Аббас оглы (Аббасовича)